# Eucharia tristis
Eucharia tristis är en fjärilsart som beskrevs av Charles Oberthür 1912. Eucharia tristis ingår i släktet Eucharia och familjen björnspinnare. Inga underarter finns listade i Catalogue of Life.